# Ray Milton
Raymond Bernard Milton, detto Ray (Port Arthur, 27 agosto 1912 – Stouffville, 17 settembre 2003), è stato un hockeista su ghiaccio canadese.

## Palmarès

### Olimpiadi invernali
- Argento a Garmisch-Partenkirchen 1936 nell'hockey su ghiaccio.